# ویبلرت مک‌کلور
ویبلرت مک‌کلور (انگلیسی: Wilbert McClure؛ زادهٔ ۲۹ اکتبر ۱۹۳۸) بوکسور اهل ایالات متحده آمریکا بود.